# Nakum
Nakum del maya (significa «casa de la olla»), es un sitio arqueológico de la cultura maya localizado en Guatemala. Se ubica en el noreste de Petén, a orillas del río Holmul, en la zona del Parque Nacional Yaxhá Nakum - Naranjo; se localiza a una distancia aproximada de 25 km en línea recta al este del parque nacional de Tikal. Esta ciudad tiene evidencia de ocupación que data del período Preclásico Medio de la cronología mesoamericana. Durante la mayor parte del período Clásico, Nakum parecía estar subordinada a Tikal. Nakum floreció particularmente durante el Clásico Tardío (c. siglo VIII-siglo X), debido a su situación estratégica al norte del río Holmul, que era una importante ruta comercial y de comunicación durante esa era. Nakum alcanzó su apogeo en el período Clásico Tardío y podría haber logrado la independencia política en esta época. Sin embargo, fue abandonado poco después de su apogeo.

## Descripción del sitio
Nakum se divide en dos sectores principales, denominados Norte y Sur. El Sector Norte se compone de una extensa plaza (Plaza Norte), limitada al este y al oeste por plataformas en las que se alzarían construcciones de escaso tamaño, realizadas con materiales perecederos así como un templo-pirámide de gran altura (Edificio X) al este. Del lado septentrional de la plaza se encuentra una amplia plataforma, en la que se erigió una construcción palaciega y tres plataformas menores (el llamado Grupo Norte). La parte sureste de la Plaza Norte limita con un conjunto de 14 construcciones (denominado el Grupo Este o Grupo de Merwin), edificadas sobre una gran plataforma, siendo lo más probable que se tratase de edificaciones residenciales.
Los sectores Norte y Sur se comunican mediante una calzada elevada de aproximadamente 250 m de largo (Calzada de Perigny), estando asociada a su extremo suroeste una cancha de juego de pelota.

El Sector Sur se compone de dos plazas amplias, denominadas Central y Este, un área de menor tamaño denominada Plaza Sureste, y la Acrópolis. Las Plazas Central y Este están delimitadas por grandes construcciones piramidales (Edificios A, B, C y V) mientras que la Plaza Sureste es dominada por el Edificio U, la construcción piramidal más alta de Nakum. De gran importancia es el complejo denominado la Acrópolis, que está conformado por más de 30 edificios agrupados en torno a 12 patios (la mayoría de ellos palacios), erigidos sobre una inmensa plataforma cuadrangular de 180 (N-S) por 150 metros (E-O). En la parte sur del basamento de la Acrópolis hay otra edificación de gran altura, denominada Acrópolis Interior; en la última fase de su construcción se hallaban sobre ella cinco edificios. En el periodo Clásico Terminal (siglos IX-X d. C.) la Acrópolis Interior probablemente fue el lugar de residencia del soberano y su familia.

El sitio Nakum está formado no solo por su centro monumental sino que también abarca su extensa periferia, en la que están dispuestos numerosos conjuntos residenciales. Las exploraciones de la periferia realizadas por el Proyecto Triángulo entre los años 2001 y 2003, permitieron documentar 36 grupos residenciales, en los que vivían tanto los representantes de la clase media como los miembros de las clases más bajas de la comunidad local. Asimismo cuenta con uno de los pocos temazcales completos del área maya, y con el corpus más grande de grafitos fuera de Tikal.

## Historia moderna
Fue descubierto en 1905 por el Conde Maurice de Perigny, quien realizó el primer plano del sitio; posteriormente el sitio fue visitado por Alfred Tozzer y Raymond Merwin del Peabody Museum de la Universidad de Harvard. Expediciones dirigidas por estos investigadores dieron como resultado un mejor reconocimiento de las ruinas, la elaboración de un mapa detallado del sitio y planos de sus estructuras mayores. 
Entre  1915  y  la  segunda  década  del  siglo  XX,  Sylvanus  Morley  visitó  en  varias  ocasiones la ciudad, con el fin de documentar sus monumentos. A partir de sus exploraciones en Petén, elaboró una publicación monumental, The  Inscriptions  of  Peten, que abarcó documentación de estelas y altares de diversos sitios mayas incluyendo a Nakum. No fue sino hasta principios de los años 70 cuando otro investigador, Nicholas Hellmuth, mostró su interés por Nakum y visitó el lugar en dos  ocasiones; actualizando el plano del sitio, elaborando una publicación y un informe para el Instituto de Antropología e Historia de Guatemala (IDAEH). 
En 1989, el Instituto de Antropología e Historia de Guatemala inició las primeras labores de conservación de algunas de las estructuras más importantes del centro del sitio Nakum. A partir de 1994 inició un programa sistemático de investigación arqueológica como  parte de las actividades del Proyecto Triángulo. El programa de investigación estuvo dirigido hasta el año 2001 por Bernard Hermes y a partir de 2002 por  la arqueóloga Zoila Calderón. Los trabajos de investigación  se  enfocaron primordialmente a la excavación de edificios mayores situados en el Sector Sur de la ciudad. En el año 2006 se inició un nuevo proyecto auspiciado por la Universidad Jaguelónica de Cracovia, Polonia, que centró investigación en los edificios y complejos no antes investigados.

## Historia antigua
El sitio cuenta con muy poca información epigráfica, por lo que la mayor parte de la historia del sitio solo se puede reconstruir por investigación arqueológica. Las primeras ocupaciones fueron en el Preclásico Medio (900 a 300 a. C.), cuando se dio la construcción de las primeras versiones de edificios y complejos importantes. El sitio vio un desarrollo significante durante el Preclásico Tardío (300 a. C. a 250 d. C.). Durante el Clásico Temprano (250-600 d. C.), la actividad arquitectónica disminuyó ampliamente. Un gran número de estructuras fueron construidas durante el Clásico Tardío (600-900 d. C.), sin embargo, uno de los sucesos más importantes e intrigantes en la historia ocupacional de Nakum fue su vigoroso desarrollo durante el Clásico Terminal (790-899 d. C.), cuando la mayoría de los sitios de la región central maya estaban colapsando, evidenciando ocupación hasta el 905 d. C.
Su gran similitud con la arquitectura de Tikal y su cercanía geográfica hace suponer que por un largo periodo pudo estar subordinada a esta ciudad. La presencia de al menos cuatro estructuras talud-tablero únicamente durante la fase Tzakol 3 (250-550 d. C.) sugiere que eventos muy importantes ocurrieron ahí, en específico, esto sugiere que dicho estilo y los contactos con Teotihuacán más probablemente aparecieron en Nakum como resultado de la actividad de Sihyaj K'ahk' en Petén.